# Biblioteca Pública de Indianápolis-Condado de Marion
La Biblioteca Pública de Indianápolis-Condado de Marion (Indianapolis-Marion County Public Library, IMCPL) es el sistema de bibliotecas públicas de Indianápolis, Indiana. Tiene la biblioteca central, 22 sucursales, y el bibliobús. Tiene su sede en el Centro de Servicios Bibliotecarios (Library Services Center).

## Bibliotecas
Las siguientes bibliotecas hacen parte de la IMCPL:
- Biblioteca Central (Central Library)
- Brightwood Branch
- College Avenue Branch
- Decatur Branch
- Eagle Branch
- East 38th Street Branch
- East Washington Branch
- Flanner House Branch
- Fountain Square Branch
- Franklin Road Branch
- Glendale Branch
- Haughville Branch
- InfoZone Branch
- Irvington Branch
- Lawrence Branch
- Nora Branch
- Pike Branch
- Shelby Branch
- Southport Branch
- Spades Park Branch
- Warren Branch
- Wayne Branch
- West Indianapolis Branch